# Соломон Удо
Соломон Удо (англ. Solomon Udo, вірм. Սոլոմոն Ուդո, нар. 15 липня 1995, Ікот-Екпене) — нігерійський та вірменський футболіст, півзахисник казахстанського клубу «Атирау».
Виступав, зокрема, за «Арарат» та «Шахтар» (Караганда), а також національну збірну Вірменії.

## Клубна кар'єра
Народився 15 липня 1995 року в місті Ікот-Екпене в Нігерії. Вихованець футбольної школи Aspire Academy у Сенегалі. У сезоні 2013/14 перебував у структурі бельгійського клубу «Ейпен», але за першу команду так і не дебютував.  У травні 2015 приєднався до вірменського клубу «Арарат», де провів близько двох місяців, але на поле також не виходив. У дорослому футболі дебютував в сезоні 2015/16 у складі іншого вірменського клубу «Уліссес», за який зіграв 12 матчів. 
Своєю грою за останню команду привернув увагу представників тренерського штабу клубу «Ширак», до складу якого приєднався у лютому 2016 року. Відіграв за команду з Гюмрі наступні два з половиною сезони своєї ігрової кар'єри. Більшість часу, проведеного у складі «Ширака», був основним гравцем команди і дебютував у складі команди в матчах Ліги Європи, а також виграв з клубом Кубок і Суперкубок Вірменії.
Протягом сезону 2018/19 років захищав кольори клубу «Бананц». після чого повернувся до «Ширака». Цього разу провів у складі його команди ще один сезон.
У вересні 2020 року підписав контракт з «Араратом», за який грав до кінця року, після чого 22 лютого 2021 року перейшов у казахстанський клуб «Шахтар» (Караганда). 30 липня 2021 року був відданий в оренду в інший місцевий клуб «Атирау».

## Виступи за збірну
У червні 2020 року було оголошено, Удо, який прожив у Вірменії необхідні для натуралізації згідно правил ФІФА п'ять років, отримав право виступати у складі національної збірної Вірменії. У вересні того ж року він вперше був викликаний до збірної на матчі Ліги націй УЄФА проти Північної Македонії та Естонії, однак на поле не вийшов.
14 жовтня 2020 року дебютував в офіційних матчах у складі національної збірної Вірменії в грі Ліги націй з Естонією (1:1), в якій з'явився на заміну на 42-й хвилині, замість травмованого Артака Григоряна, і дограв матч до кінця.

## Титули і досягнення
- Чемпіон Вірменії (1):

«Пюнік»: 2023-24
- Володар Кубка Вірменії (1):

«Ширак»: 2016-17
- Володар Суперкубка Вірменії (1):

«Ширак»: 2017